# Ready or Not 2: Here I Come
Ready or Not 2: Here I Come es una próxima película de terror estadounidense dirigida por Matt Bettinelli-Olpin y Tyler Gillett, y escrita por Guy Busick y R. Christopher Murphy. Sirve como secuela de Ready or Not (2019), con Samara Weaving volviendo a protagonizarla, junto con Kathryn Newton, Kevin Durand, David Cronenberg, Sarah Michelle Gellar y Elijah Wood.

## Reparto
- Samara Weaving como Grace Maccaullay, antigua nuera de la familia Le Domas.
- Kathryn Newton
- Sarah Michelle Gellar
- Kevin Durand
- David Cronenberg
- Elijah Wood
- Shawn Hatosy
- Nestor Carbonell
- Olivia Cheng

## Producción
En un pase especial del 12 de octubre de 2024 de Ready or Not (2019), Searchlight Pictures anunció que estaba desarrollando una secuela con Radio Silence Productions. Samara Weaving retomaría su papel de la película original.  También regresarían los guionistas Guy Busick y R. Christopher Murphy y el equipo de producción original. Kathryn Newton se unió al reparto en marzo de 2025. La fotografía principal comenzó en Toronto el 21 de abril de 2025, mientras que Sarah Michelle Gellar, Elijah Wood, Kevin Durand, David Cronenberg, Shawn Hatosy y Nestor Carbonell se unían al reparto. Mientras tanto, el título fue revelado como Ready or Not: Here I Come. El 12 de mayo, Deadline Hollywood informó de que Gellar "acaba de terminar el rodaje en Toronto". El rodaje terminó el 5 de junio de 2025, y la película se retituló Ready or Not 2: Here I Come. Se reveló que Olivia Cheng había sido contratada.

## Estreno
El estreno de Ready or Not 2: Here I Come está previsto para el 10 de abril de 2026.